# Svartfalk
Svartfalk< (Falco subniger) är en fågel i familjen falkar inom ordningen falkfåglar.

## Utbredning och systematik
Fågeln förekommer i skogar och gräsmarker i Australien, sällan nära kuster. Den behandlas som monotypisk, det vill säga att den inte delas in i några underarter.

## Status
IUCN kategoriserar arten som livskraftig.